# Bogotà Challenger 1989
Il Bogotà Challenger 1989 è stato un torneo di tennis facente parte della categoria ATP Challenger Series nell'ambito dell'ATP Challenger Series 1989. Il torneo si è giocato a Bogotà in Colombia dal 2 all'8 ottobre 1989 su campi in terra rossa.

## Vincitori

### Singolare
Mauricio Hadad ha battuto in finale  Guillermo Minutella con il punteggio di 6–3, 6–7, 6–4

### Doppio
Roberto Lopez /  Alain Lemaitre hanno battuto in finale  Carlos Claverie /  Alfonso González-Mora con il punteggio di 3–6, 6–3, 6–0